# Earl Amherst

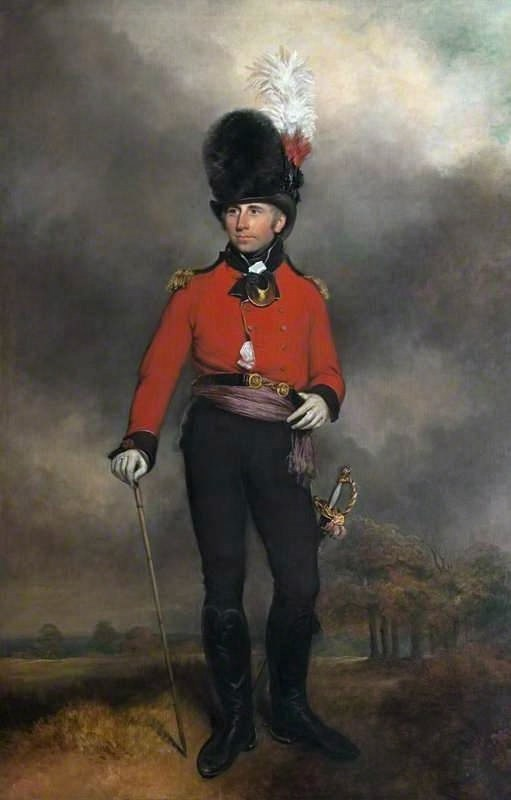
William Amherst, 1. Earl Amherst

Earl Amherst (/ˈæmərst/), of Arracan in the East Indies, war ein erblicher britischer Adelstitel in der Peerage of the United Kingdom.

## Verleihung
Der Titel wurde am 19. Dezember 1826 für William Amherst, 2. Baron Amherst geschaffen, anlässlich seines Dienstendes als Generalgouverneur von Indien. Zusammen mit der Earlswürde wurde ihm der nachgeordnete Titel Viscount Holmesdale, in the County of Kent, verliehen.
Von seinem Onkel, Jeffrey Amherst, 1. Baron Amherst, hatte er 1797 den Titel Baron Amherst, of Montreal in the County of Kent, geerbt, der diesem am 6. September 1788 in der Peerage of Great Britain mit dem besonderen Zusatz verliehen worden war, dass er in Ermangelung eigener männlicher Nachkommen auch an seinen Neffen William vererbbar sei. Jeffrey Amherst hatte sich im Franzosen- und Indianerkrieg besonders ausgezeichnet und war dafür am 20. Mai 1776 zum Baron Amherst, of Holmesdale in the County of Kent, erhoben worden. Dieser Titel war ihm ohne besonderen Zusatz verliehen worden und erlosch bei seinem Tod 1797.
Der spätere 3. Earl erbte bereits am 17. April 1880 durch Writ of Acceleration vorzeitig den Titel 4. Baron Amherst.
Das Earldom und die Baronie von 1788 erloschen schließlich beim Tod des 5. Earls am 4. März 1993.

## Liste der Barone und Earls Amherst

### Barone Amherst, erste und zweite Verleihung (1766 bzw. 1788)
- Jeffrey Amherst, 1. Baron Amherst (1717–1797) (Baronie von 1766 erloschen)
- William Amherst, 2. Baron Amherst (1773–1857) (1826 zum Earl Amherst erhoben)

### Earls Amherst (1826)
- William Amherst, 1. Earl Amherst (1773–1857)
- William Amherst, 2. Earl Amherst (1805–1886)
- William Amherst, 3. Earl Amherst (1836–1910)
- Hugh Amherst, 4. Earl Amherst (1856–1927)
- Jeffrey Amherst, 5. Earl Amherst (1896–1993)